# Lasius carniolicus
Lasius carniolicus (лат.) — вид муравьёв из рода Lasius (подсемейство Formicinae). Палеарктика. Временный социальный паразит других близких видов муравьёв: жёлтого земляного муравья, Lasius piliferus Seifert, 1992 и вероятно также других представителей группы Lasius alienus group.

## Распространение
Европа: Австрия, Болгария, Венгрия, Германия, Греция, Испания, Италия, Нидерланды, Македония, Норвегия, Польша, Россия, Сербия, Словения, Украина, Франция, Хорватия, Швейцария, Швеция, Эстония. Также встречается в восточном Китае и Средней Азии.

## Описание
Мелкие (менее 5 мм) жёлтого цвета земляные муравьи. Близок к Lasius reginae Faber, 1967, второму виду подрода Austrolasius Faber, 1967, которые отличаются самками крупного и мелкого размера, характерными для социальнопаразитических видов муравьёв. Lasius reginae отличается более редкой хетотаксией верхней части головы (7-11 длинных щетинок, тогда как у L. carniolicus их 12-34), полностью прилегающим опушением на скапусе (полуотстоящие у L. carniolicus) и бёдрами без отстоящих волосков (несколько отстоящих щетинок у L. carniolicus). Самки и самцы перезимовывают в гнезде и совершают брачный лёт на следующий год, в мае. Семьи малочисленные, от 48 до 265 самок, от 1 до 21 самцов и от 105 до 358 рабочих особей (Buschinger & Seifert 1997).